# Карчагский сельсовет
Карчагский сельсовет  — административно-территориальная единица и муниципальное образование со статусом сельского поселения в Сулейман-Стальском районе Дагестана Российской Федерации.
Административный центр — село Карчаг.

## Население
| 2002  | 2010  | 2012  | 2013  | 2014  | 2015  | 2016  |
| ----- | ----- | ----- | ----- | ----- | ----- | ----- |
| 4150  | ↗4678 | ↗4689 | ↘4655 | ↘4597 | ↘4591 | ↘4561 |
| 2017  | 2018  | 2019  | 2020  | 2021  | 2023  | 2024  |
| ↘4549 | ↘4523 | ↘4494 | ↘4476 | ↗4726 | ↘4702 | →4702 |
| 2025  |       |       |       |       |       |       |
| ↘4699 |       |       |       |       |       |       |

## Состав
| № | Населённый пункт | Тип населённого пункта       | Население |
| - | ---------------- | ---------------------------- | --------- |
| 1 | Зизик            | село                         | ↘1138     |
| 2 | Карчаг           | село, административный центр | ↗1850     |
| 3 | Нютюг            | село                         | ↗1302     |
| 4 | Экендиль         | село                         | ↘436      |